# Черфињано (Лече)
Черфињано (итал. Cerfignano) је насеље у Италији у округу Лече, региону Апулија.
Према процени из 2011. у насељу је живело 1570 становника. Насеље се налази на надморској висини од 100 м.